# 不動行光
不動行光（ふどうゆきみつ）は、鎌倉時代に作られたとされる日本刀（短刀）である。織田信長の愛刀とされており、信長が酒で酔った時に「不動行光九十九髪、人には五郎左御座候」と歌った逸話で知られる。2018年10月時点では個人蔵。

## 概要
銘が「行光」と記されていることから新藤五国光の弟子にあたる行光により作られた刀とされている。ただし、『享保名物帳』には「不動」とのみ記載されており、刀工名の記載も無いため、この「不動」が不動行光であるかは定かではない。原本には記載されておらず、幕末に本阿弥長根（本阿弥光悦の孫）が追記している。また、1901年（明治34年）に今村長賀が本阿弥長識に確認したところでは、享保名物帳の「不動」は相州貞宗との回答を得たとされており、この通りならば『享保名物帳』の「不動」は1993年時点で現存する不動行光ではないとの考えを刀剣研究家の福永酔剣は示している。
弘安年間の作とされる。織田信長が所有していたとされており、酒宴ではこの刀をよく自慢しており、酔って気分が良くなると「不動行光、九十九髪、人には五郎左御座候」と歌ったとされる。九十九髪は、九十九髪茄子茶入(つくもなすちゃいれ)という茶器のことを指し、五郎左とは丹羽長秀のことを指している。本能寺の変で焼失したともいわれるが小笠原家の伝承によると後に織田信雄から小笠原忠真に贈られたとされ、1929年に上野東京府美術館にて展示される。
また、伝来については先述のものの他には長篠の戦いの功により、天正3年（1575年）に小笠原貞慶が織田信長より拝領したという話や森蘭丸が織田信長から拝領し、本能寺の変で焼けたという伝来がある。しかし、小笠原貞慶拝領説については長篠の戦いには参加していないため成立せず、森蘭丸拝領説だと先述の小笠原貞慶拝領とは矛盾しており、焼け身となった不動行光が小笠原家に伝来している事由も不明とする考えを福永は示している。こういった混乱は、不動行光、不動貞宗、不動国行などの逸話が混同されているためではないかと福永は推測している。『光山押形』には、不動行光の絵図が記載されている。

## 刀身
1993年現在現存する刀の刃の長さは8寸4分（25.5センチメートル）、元幅は7分強（2.1センチメートル）。反りはほぼない。表側には不動明王の他梵字、蓮台、矜羯羅童子、制多迦童子が彫られている。目釘穴は3つあり、「行光」の銘が彫られている。